# Christoph-Scheiner-Gymnasium
Das Christoph-Scheiner-Gymnasium ist ein Gymnasium in Ingolstadt. Benannt ist es nach dem Jesuitenpater, Optiker und Astronomen Christoph Scheiner, der von 1610 bis 1617 an der Universität Ingolstadt lehrte.

## Geschichte

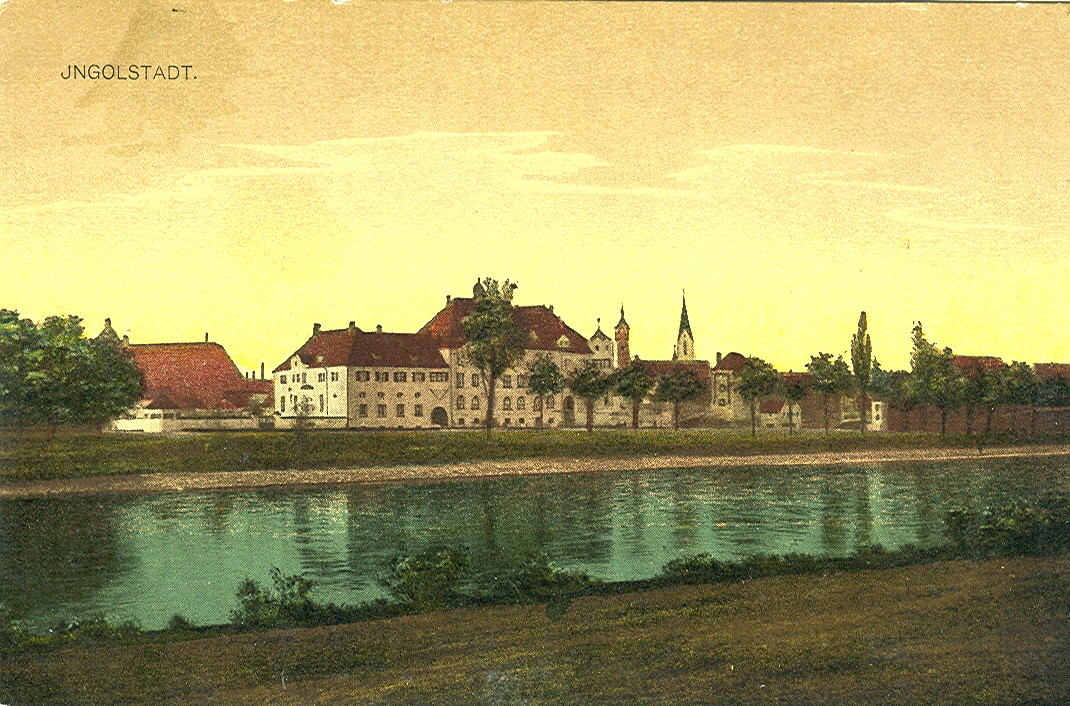
Historische Ansicht von 1914 mit Blick über die Donau

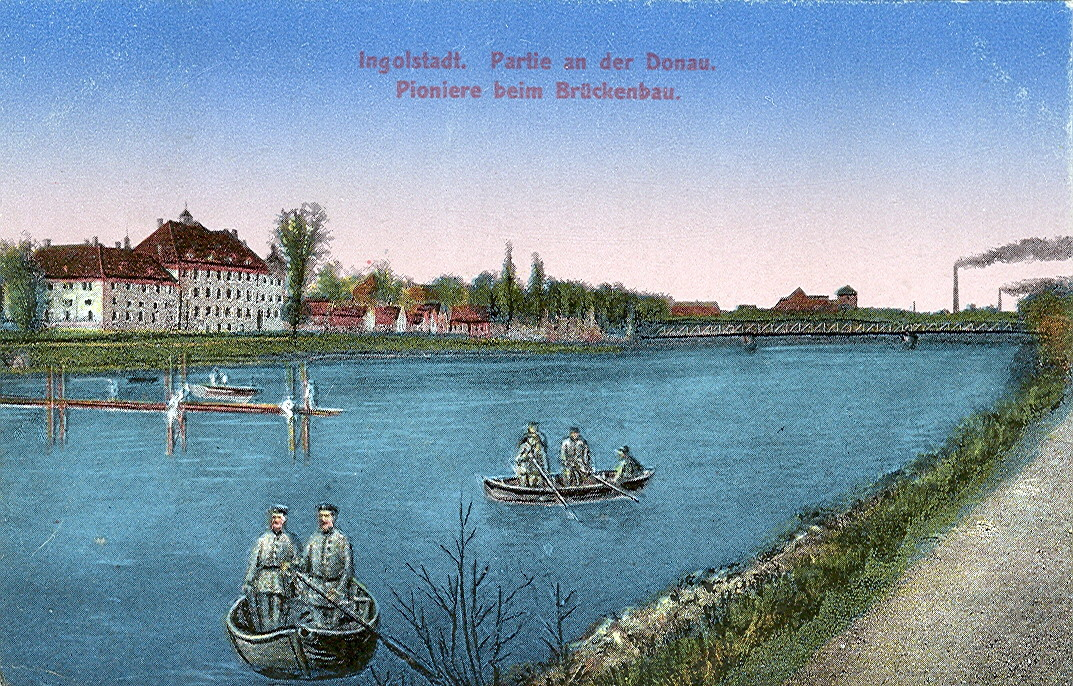
Historische Ansichtskarte (etwa 1915) mit Pionieren beim Bau einer Behelfsbrücke und der Königlichen Realschule am linken Donauufer im Hintergrund

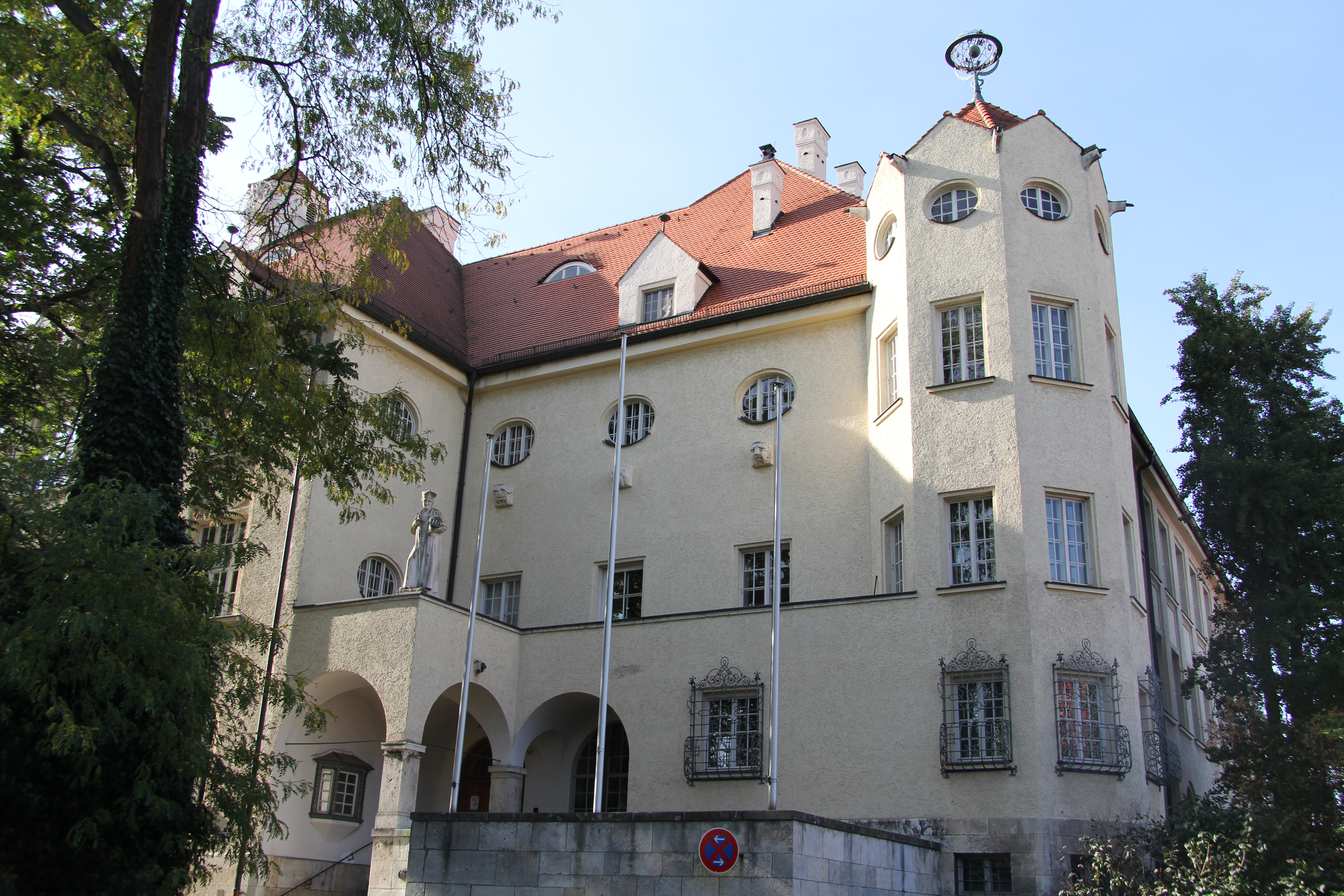
Zum Münzbergtor gerichteter Haupteingang im Osten des mehrflügeligen Schulgebäudes

### Goldknopfgasse
Die Schule nahm 1858 als königlich bayerischen Gewerbe-Schule nebst Vorkurs und gewerblicher Fortbildungsschule im Gebäude der ehemaligen Universität Ingolstadt mit 34 Schülern den Betrieb auf, nachdem am 18. Mai 1857 der Magistrat bei König Maximilian II. die Errichtung einer dreijährigen Gewerbeschule beantragt hatte. Bereits 1877 zählte die nun sechsjährige königlich bayerischen Real-Schule nebst Vorkurs und gewerblicher Fortbildungsschule 152 Schüler. Als im Schuljahr 1906/07 die Schülerzahl auf 234 gewachsen war, planten die Stadträte einen Neubau, der ab 1910 erfolgte.

### Hartmannplatz
Zum ersten Schuljahr im neuen Gebäude hatte die Schule 326 Schüler. 1913 wurde sie nach einem Besuch des Prinzregenten Ludwig III. in königlich bayerische Ludwigs-Realschule (mit Handelsabteilung) umbenannt. Die ersten zehn Mädchen wurden im Schuljahr 1920/21 aufgenommen und 1923 wurde die Schule unter der Bezeichnung Oberrealschule Ingolstadt mit Handelsabteilung auch mit der Abiturfähigkeit ausgestattet.
Im letzten Kriegsjahr 1944/45 wurde die Oberrealschule in die Antonschule am Hauptbahnhof ausgelagert, da das eigentliche Schulgebäude für ein Lazarett benötigt wurde; der Unterricht wurde aufgrund der Luftangriffe oft unterbrochen. Insgesamt sind über 200 Lehrer und Schüler im Zweiten Weltkrieg getötet worden. Die Feier zur Wiedereröffnung nach dem Krieg fand am 3. Dezember 1945 in der alten Turnhalle statt. Die Schülerzahlen stiegen, bis 1956 mit einem Erweiterungsbau begonnen werden musste, der am 11. Dezember 1957 eingeweiht wurde.
1960 wurde der Name durch das Staatsministerium in Christoph-Scheiner-Oberrealschule geändert, zeitgleich wurde die Astronomie mit einem neuen Spiegelteleskop ausgestattet. 1965 schließlich erhielt die Schule den heutigen Namen: Christoph-Scheiner-Gymnasium Ingolstadt.
Im Schuljahr 1970/71 wurde eine Arbeitsgruppe für das neue Gebiet der Informatik gegründet, außerdem kaufte man einen Diehl-Combitron S, den ersten in Bayern im Unterricht verwendeten Computer. Die Schülerzahl war mittlerweile auf 1285 gestiegen, weshalb das Apian-Gymnasium gegründet wurde, wohin 400 Schüler ausgelagert wurden. Allerdings hatte man 1975 erneut Raumprobleme, weshalb erneut mit einem Erweiterungsbau begonnen wurde und eine Doppelturnhalle errichtet wurde, der 1977 eingeweiht wurde.
Am 12. Februar 1988 wurde – vermittelt durch den sowjetischen Präsidenten Michail Sergejewitsch Gorbatschow – Kontakt zur Schule Nr. 1234 in Moskau hergestellt, was den Beginn der ersten bayerisch-sowjetischen Schulpartnerschaft darstellte. 1989/90 fand dann der erste Besuch einer russischen Schülergruppe statt, 1990/91 wurde die Schulpartnerschaft auf ein weiteres Moskauer Gymnasium ausgeweitet, die Kapzow-Schule Nr. 1520; außerdem kam ein Freundschaftsvertrag zwischen der Stadt Ingolstadt und dem Moskauer Zentralbezirk zustande. Im Sommer 2003 wurde erneut mit einem Erweiterungsbau begonnen, und die Ausbildungsrichtungen wurden von mathematisch-naturwissenschaftlich und neusprachlich in naturwissenschaftlich-technologisch und sprachlich umbenannt.
Im Jahr 2008 wurde das 150-jährige Jubiläum zelebriert. Neben einem Festakt, einer Internationalen Woche, einem Dankgottesdienst und einem Festball fand auch ein XXL-Abituriententreffen statt, zu dem über 1000 Ehemalige erschienen, unter anderem aus dem Abiturjahrgang 1936. Zum Beginn des Schuljahres 2008/2009 hat das CSG mit 1371 Schülern die meisten in seiner Geschichte.

## Schulleiter
- Johann Winckelmann (1858–1867)
- Christoph Hammon (1867–1877)
- Sebastian Ruchte (1877–1898)
- Vinzenz Wachter (1898–1906)
- Anton Killermann (1906–1919)
- Georg Heinrich (1919–1925)
- Wolfgang Goetz (1925–1937)
- Ludwig Grashey (1937–1939)
- Theodor Loskarn (1939–1945)
- Heinz Kohler (1945–1948)
- Gregor Bayer (1948–1952)
- Ferdinand Waller (1952–1958)
- Franz Fleischmann (1958–1964)
- Herbert Madle (1964–1976)
- Kilian Lechner (1976–1984)
- Rainer Rupp (1984–2004)
- Peter Bergmann (2004–2011)
- Gerhard Maier (2011–2018)
- Iris Jamnitzky (ab 2018)

## Partnerschulen
- IES Al-Satt, Madrid, Spanien
- Collège Blanche-de-Castille, Nizza, Frankreich
- Gymnasium 1513, Moskau, Russland
- Institut Fénelon, Grasse, Frankreich
- Kapzow-Gymnasium, Moskau, Russland
- Marquette University High School, Milwaukee, USA
- St. Aidan’s Church of England Technology College, Preesall, Großbritannien
- Number 1 High School, Foshan, China

## Persönlichkeiten

### Lehrer
- 1950–1976: Pius Eichlinger, Kunstlehrer
- 1971–1992: Theodor Straub, Deutsch- und Geschichtslehrer
- 1964–1994: Klaus W. Sporer, Musik- und Seminarlehrer für Pädagogik[5]

### Schüler
- Julius Beck (1852–1920), Schriftsteller
- Martin Beyer (* 1969), Physiker
- Fredl Fesl (1947–2024), Musiker
- Walter Gaudnek (1931–2022), Künstler und Kunstprofessor
- Ludwig Geith (1926–1999), Architekt
- Erik Händeler (* 1969), Wirtschaftsjournalist und Autor
- Thomas Kaspar (* 1968), Journalist
- Markus Kavka (* 1967), Moderator
- Fatih Kaya (* 1999), Fußballspieler
- Josef Kürzinger (* 1940), Jurist in Freiburg
- Rainer Meyer (* 1967), Journalist und Blogger
- Stefanie Mirlach (* 1990), Fußballnationalspielerin
- Bruno Reichart (* 1943), Pionier der Herztransplantation
- Alica Schmidt (* 1998), Leichtathletin
- Harald Nicolas Stazol (* 1970), Autor und Journalist
- Hanns Zischler (* 1947), Filmschauspieler, Regisseur und Autor